# 日本國鐵DD12型柴油機車
DD12型柴油机车（日语：DD12形ディーゼル機関車）是日本国有铁道的柴油机车车型之一，由美国通用电气公司制造。该型机车在第二次世界大战结束后随驻日美军带进日本，初期为租借予日本国铁使用，后来全部均转让予日本。

## 历史
第二次世界大战期间，日本的铁路系统遭受了严重破坏，尤其大部分机车车辆在战争后期的空袭下均受到不同程度的损害。为了满足盟军在日本国内军事运输的需求、协助恢复铁路运输生产，驻日盟军总司令部决定从国外引进一批状况良好的机车车辆。为此，美军从菲律宾调集了一批由通用电气公司制造的窄轨柴油机车，这种机车是美国陆军的军用机车，是在通用电气44吨调车柴油机车的基础上改进而成，军方型号为8500型柴油机车。
1946年4月，13台份的机车零部件运抵横滨港高岛码头，同年5月在大宫工场完成组装8台机车，而其余5台机车的下落则不得而知。这批机车首先配属到高岛机关区，不久之后部分机车又改配属鹰取机关区和吴机关区，主要担当盟军军事物资车辆的调车任务，直到日本在1951年与同盟国签订旧金山和约、结束日本被同盟国军事占领的状态为止。
1952年3月底，这些机车改为以租借的名义给予日本使用。至1956年，8台机车正式转让予日本政府，包括日本国有铁道5台（8585、8586、8588、8592、8593）、名古屋鐵道2台（8584、8589）以及八幡制铁1台（8587），日本国铁正式将这批机车定型为DD12型柴油机车，名古屋鐵道则将其定型为DED8500型柴油机车，而八幡制铁则将其定型为D402型柴油机车。
当时，日本国铁的DD12型柴油机车均配属于东京机关区（其中一台租赁予广岛第二机关区吴市分区），后来改配属品川机关区（3台）和久里滨机关区（2台），负责在安善站和田浦站为美军的燃油运输车进行调车作业。1958年后，随着功率更大的DD13型柴油机车投入运用，日本国铁的DD12型柴油机车逐渐退下火线，并集中配属到新鹤见机关区。1972年，DD12型柴油机车开始封存在茅崎机关区，至1974年全部报废。
另一方面，名古屋铁道的DED8500型柴油机车在早期主要服务于小牧空军基地的货运线、岐阜空军基地的联络线、以及名铁各务原线。1958年，为了替换状态欠佳的蒸汽机车，DED8500型柴油机车亦开始在名铁筑港线投入服务。1959年9月，伊势湾台风为伊势湾沿岸带来严重破坏，DED8500型柴油机车在铁路修复工作上发挥了重要的作用。1966年，随着名古屋临海铁道开业，名铁的DED8500型柴油机车正式退役，并转售给菲律宾。

## 技术特点
DD12型柴油机车是四轴轻型柴油机车，采用外走廊布置的罩式车体，司机室设置于车体中部，前后两端均为对称的机械室，机械室的高度略低于司机室，柴油机废气管位于司机室和机械室之间。这种布置方式为司机提供了前后两端良好的瞭望视野，后来的DD11、DD51、DD13型柴油机车均沿用了相同设计。机车走行部为两台二轴转向架，牵引电动机采用抱轴式半悬挂驱动方式。
机车装用两台卡特彼勒公司的D17000型柴油机，该型柴油机是八气缸、四冲程的V型中速柴油机，气缸直径为146毫米，活塞行程为203毫米，额定功率为190马力，额定转速为每分钟1000转。机车采用直—直流电传动，每台柴油机各自驱动一套电力传动装置。机车装用两台GT555型直流发电机，最大输出电压为750伏，额定输出功率为135千瓦。牵引电动机采用四台GE733型直流串励电动机，额定功率为70千瓦，冷却方式为自通风冷却。

## 参看
- DD10型柴油机车
- DD11型柴油机车
- DD15型柴油机车
- 日本柴油机车列表